# Нидердорф (Саксония)
Нидердорф (нем. Niederdorf) — община в Германии, районный центр, расположен в земле Саксония. Подчиняется административному округу Кемниц. Входит в состав района Рудные Горы. Подчиняется управлению Штольберг (Эрцгебирге).  Население составляет 1309 человек (на 31 декабря 2010 года). Занимает площадь 13,03 км².